# Maisons Frans et Derwael

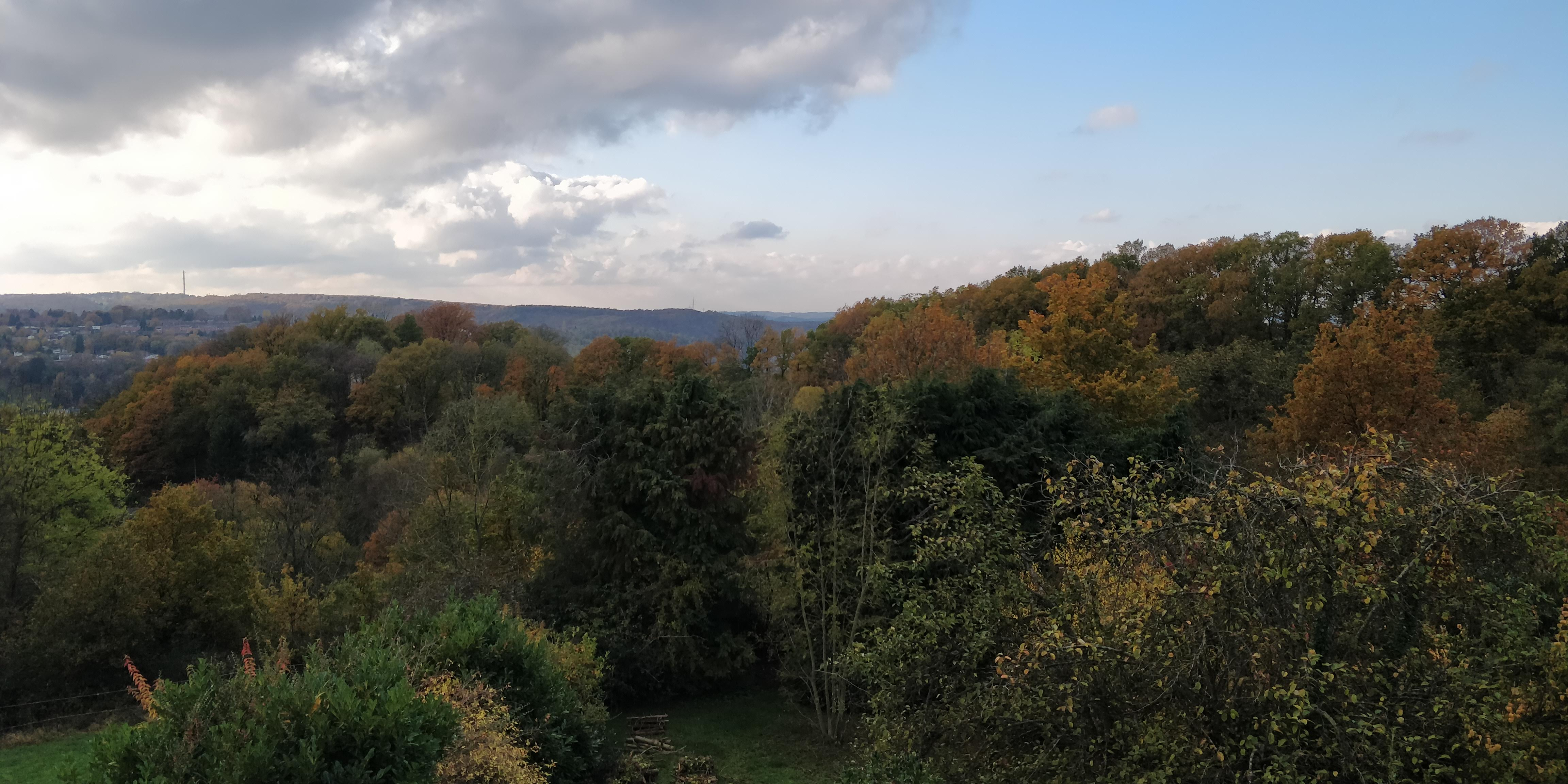
Vue sur la vallée de la Vesdre

Les maisons Frans et Derwael sont des maisons unifamiliales qui ont été construites au 16 et 18 de la rue de Chèvremont à Chaudfontaine. Les architectes sont Jules Mozin et Henri Debras  pour la maison Derwael et Jules Mozin et Charles Carlier pour la maison Frans respectivement en 1954  et en 1957  sur un coteau de la vallée de Chaudfontaine. Les deux maisons de style moderniste sont construites sur le même principe d'axe longitudinal et de boîte parallélépipédique mais avec les subtilités des architectes qui la construisent, toutes deux dans un "style 58" belge.    

## Architectes

### Jules Mozin
Jules Mozin est un architecte liégeois né en 1914 et décédé en 1995. Il obtient son diplôme d'architecture à l'Institut Saint Luc à Liège en 1939 et intègre le groupe EGAU (Études en Groupe d’Architecture et d’Urbanisme) fondé par Charles Carlier et Hyacinthe Lhoest en 1940, bureau d'architecture incontournable implanté dans la région de Liège dans l'après-guerre (cité de Droixhe, maison Jules Mozin, l'ancienne gare des Guillemins...). Il est fortement influencé par Le Corbusier.

### Henri Debras
Henri Debras est un architecte belge né en 1925. Il est diplômé de l'Institut Saint Luc à Liège en 1950. Il fait son stage chez Roger Bastin, un architecte belge reconnu auprès duquel il retire les enseignements. C'est un moderniste, mais il est également reconnu pour ses rénovations. Il collabore avec de grands noms de l'architecture belge de son époque comme Fernand Brunfaut, Adrien Blomme ou encore René Greish. 

### Charles Carlier
Architecte liégeois né en 1916 et décédé en 1993, membre fondateur du groupe EGAU, avec Hyacinthe Lhoest en 1940.

## Contexte
Entre 1954 et 1957, l'Exposition Universelle de Bruxelles se préparait dans tout le pays et ses influences se retrouvent  dans beaucoup de domaines: urbanisme, progrès techniques, aménagement du territoire, style architectural et autres. L'époque est caractérisée par l'optimisme car la guerre et ses effets se font de moins en moins sentir. L'Exposition universelle de Bruxelles de 1958 tenue sur le plateau du Heysel contribue à ce bouleversement. La ville de Bruxelles connait de profonds changements afin d’accueillir cette exposition, qui est la première depuis la deuxième guerre mondiale. L'Atomium sera construit pour cette occasion, prévu pour être temporaire, il sera finalement laissé en place et deviendra par la suite un des symboles de la Belgique. De nombreuses infrastructures sont construites pour accueillir les visiteurs.
Le style 58 est un style décoratif et architectural que l'on peut retrouver en Belgique. Il est reconnaissable par ses matériaux industriels lisses et colorés, les masses et les surfaces  sont envisagées de manière différente. La symétrie et la monumentalité sont abandonnées à l'avantage de l'intégration des progrès dans l'architecture. Les architectes sont à la recherche d'un nouveau langage moderne plus poétique. La tendance est à la rationalisation des matériaux et des coûts de construction grâce aux nouvelles techniques et aux matériaux employés. Les espaces sont réfléchis et sont dessinés dans leur environnement, lui aussi travaillé.

## Maison Derwael

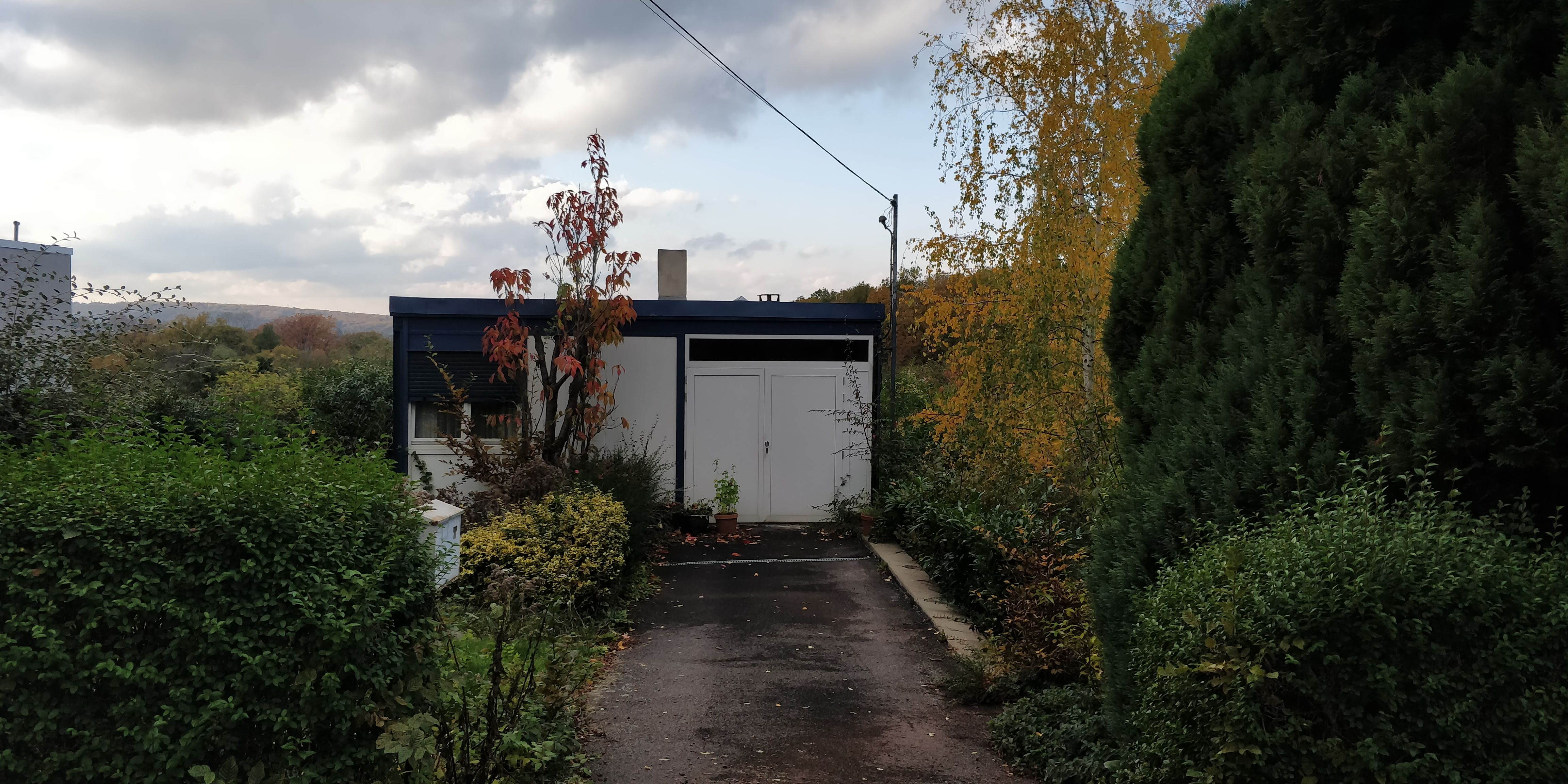
Façade de la maison Derwael vue depuis la rue

La maison Derwael est construite en 1954. Elle est dessinée par Jules Mozin et Henri Debras et surplombe la vallée de la Vesdre, non loin de Liège. Ancrée dans un terrain fortement en pente, le bâtiment parallélépipédique se projette vers le paysage.
Les matériaux utilisés sont industriels. Les surfaces sont lisses. La structure colorée est apparente. Elle est basée sur un plan inversé; les locaux techniques sont situés en sous-sol. Les pièces de vie sont orientées vers l'ouest avec vue sur la vallée. Le sous-sol est un socle en béton sur lequel repose le parallélépipède contenant les pièces de vie. Il est en porte-à-faux grâce à l'ossature métallique et semble plonger dans la vallée. 

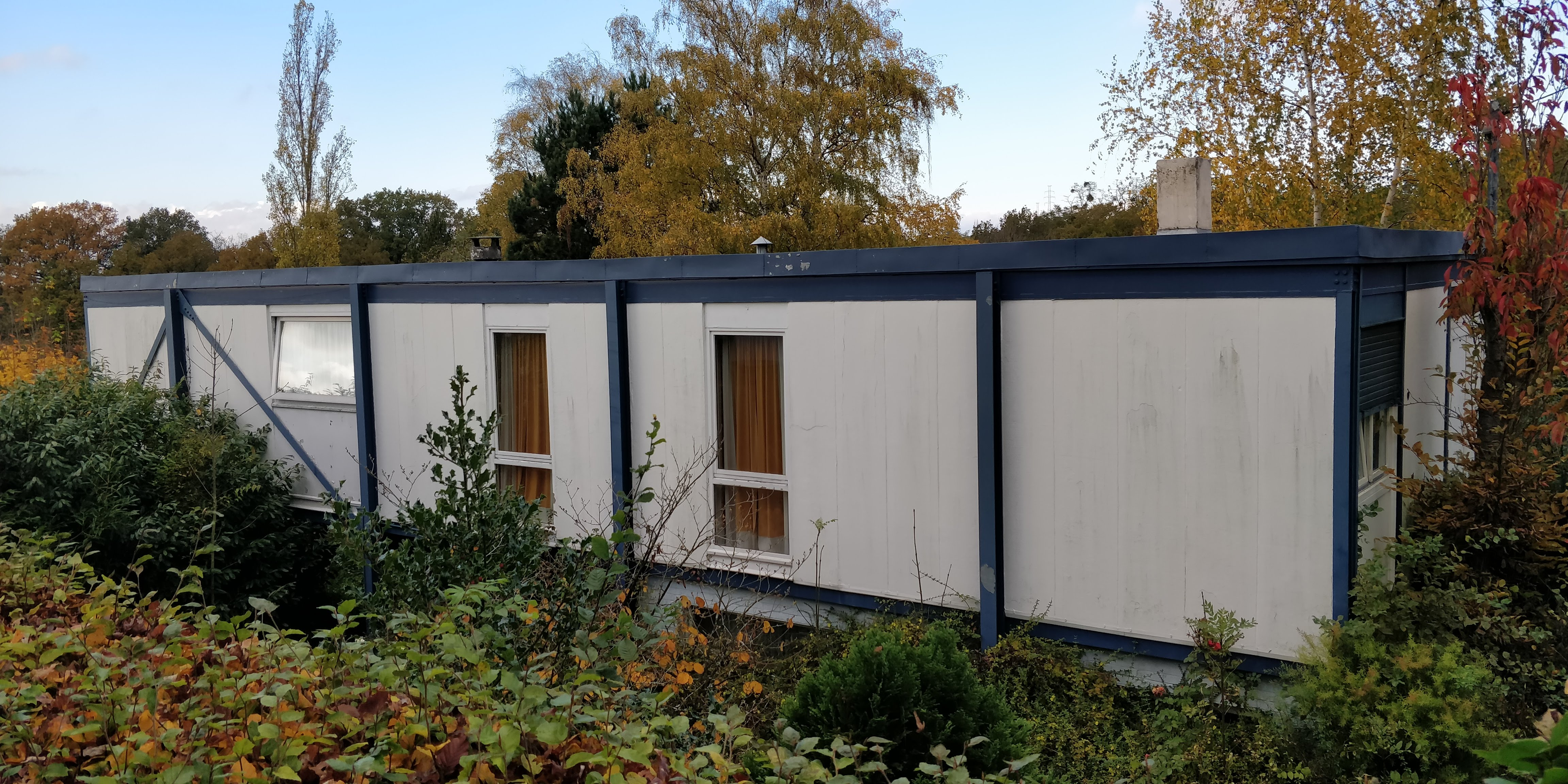
Maison Derwael

Le bâtiment est tourné de manière que seulement une petite façade soit visible depuis la rue et ne dévoile que très peu aux visiteurs ; une porte de garage et une fenêtre. On accède à la maison de manière latérale. Il faut descendre quelques marches pour arriver à la porte d'entrée. L'escalier se trouve sur la droite et l'on peut  rejoindre l'étage de vie du rez-de-chaussée en montant et déboucher dans le séjour. Celui-ci est terminé par un balcon donnant une vue imprenable sur la vallée. Un couloir sur la gauche dessert les chambres, la salle de bains ainsi que le garage.  Au sous-sol, sur la gauche de la porte d'entrée se trouvent l'atelier, le bureau et les locaux techniques. Depuis le pas de la porte d'entrée, quelques marches descendent vers le jardin.
Les détails sont soignés même si le budget est réduit.  Le foyer a été dessiné par Jules Mozin.  

Plans originaux de la maison Derwael

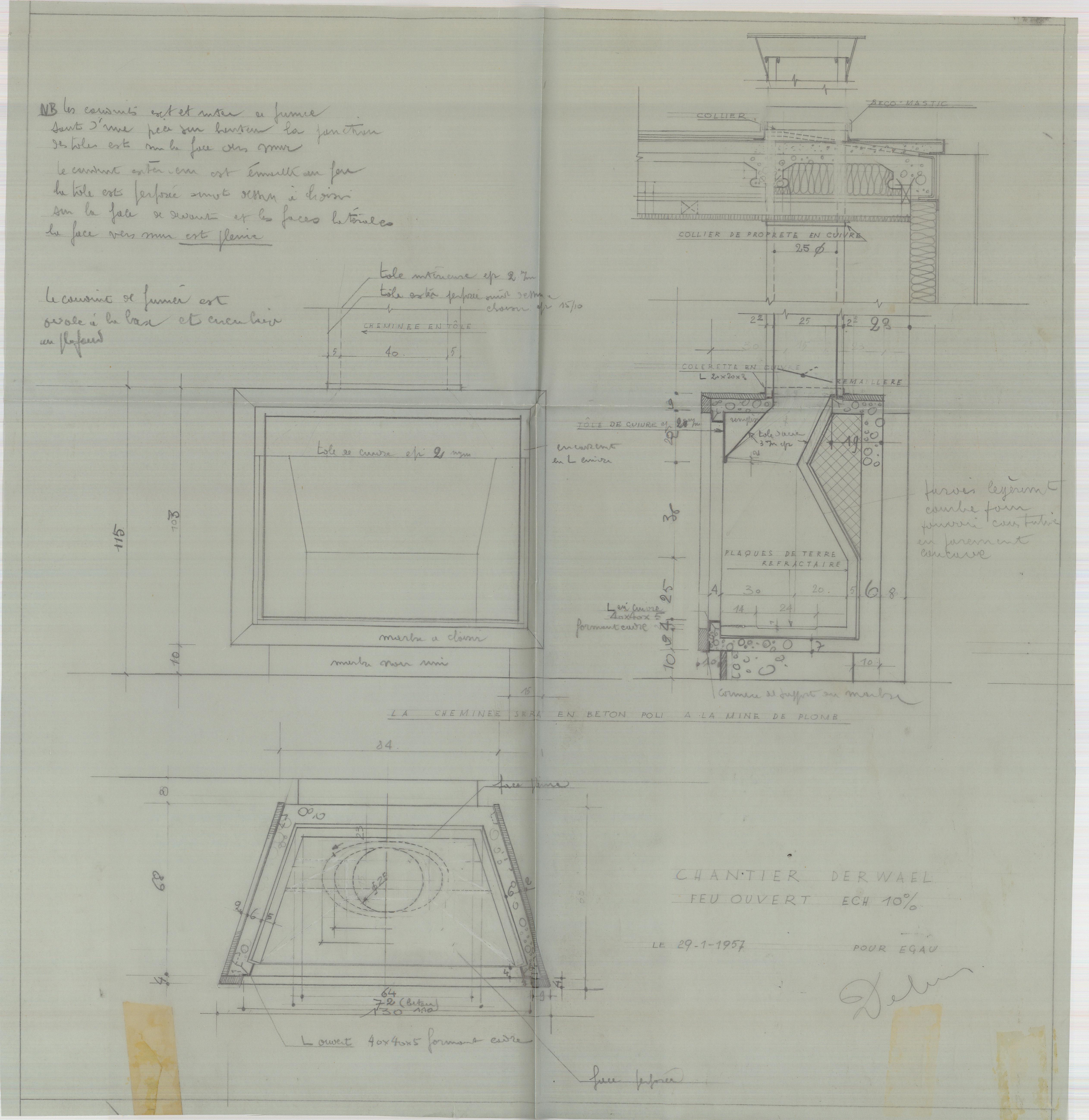
Foyer de la maison Derwael

### Influence des architectes
La maison Derwael reprend quelques caractéristiques de la maison Mozin, maison personnelle de Jules Mozin construite en 1957 à Liège avec sa structure apparente et ses panneaux de remplissage. La déclivité ainsi que l'utilisation du terrain pour le porte-à-faux. L'architecte a également utilisé du métal coloré pour la structure reprenant les inspirations du style 58. Le foyer est typique de Mozin.

## Maison Frans

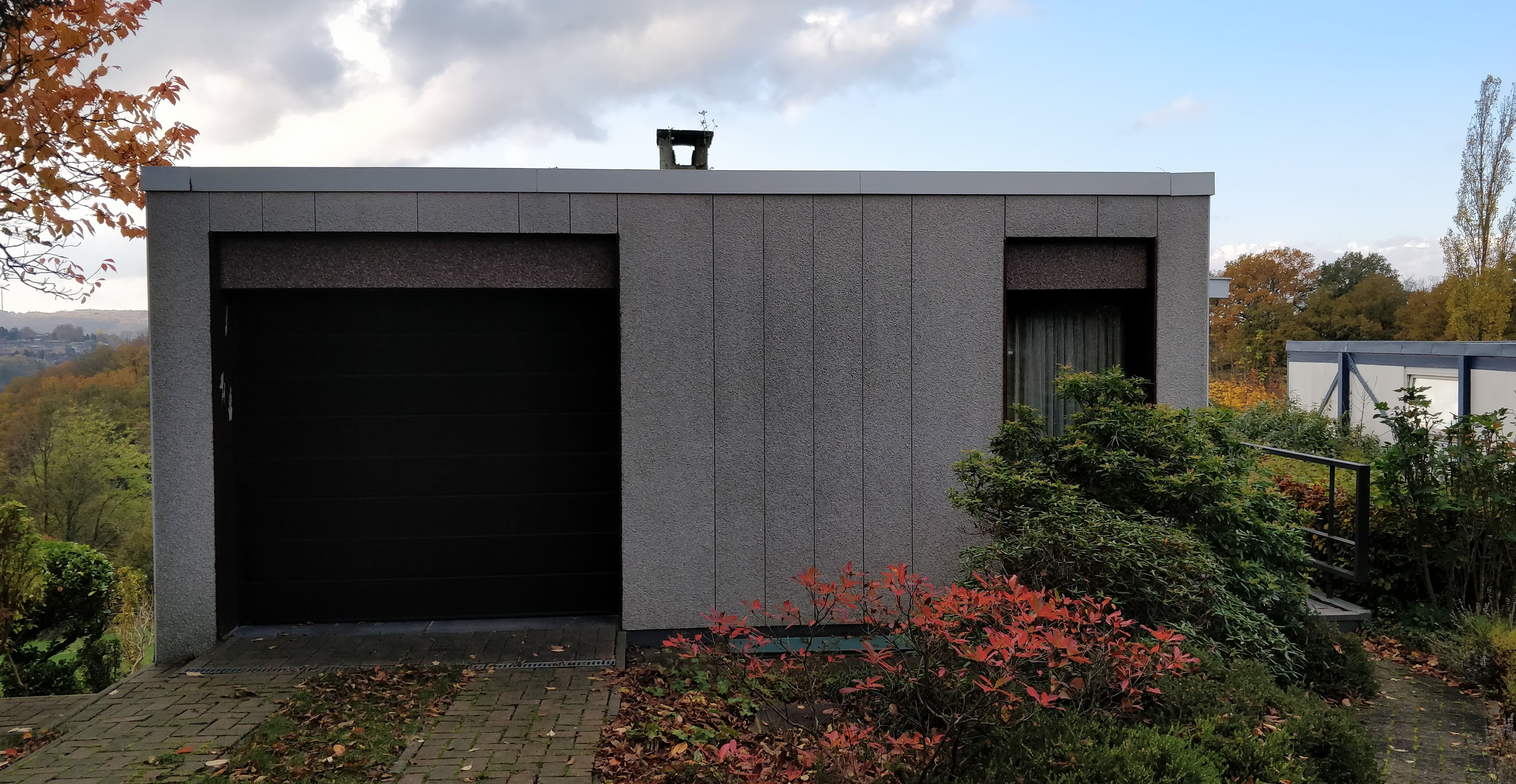
Façade de la maison Frans vue depuis la rue

Quelques années plus tard, en 1959, Jules Mozin s'allie à Charles Carlier pour dessiner la maison Frans. Il a été le voisin durant de nombreuses années de Mme Frans.
L'apparence des deux maisons est similaire. Toutes deux  sont parallélépipédiques. Les façades à rue racontent peu. Les différences se trouvent dans le plan et dans les façades latérales et arrières.

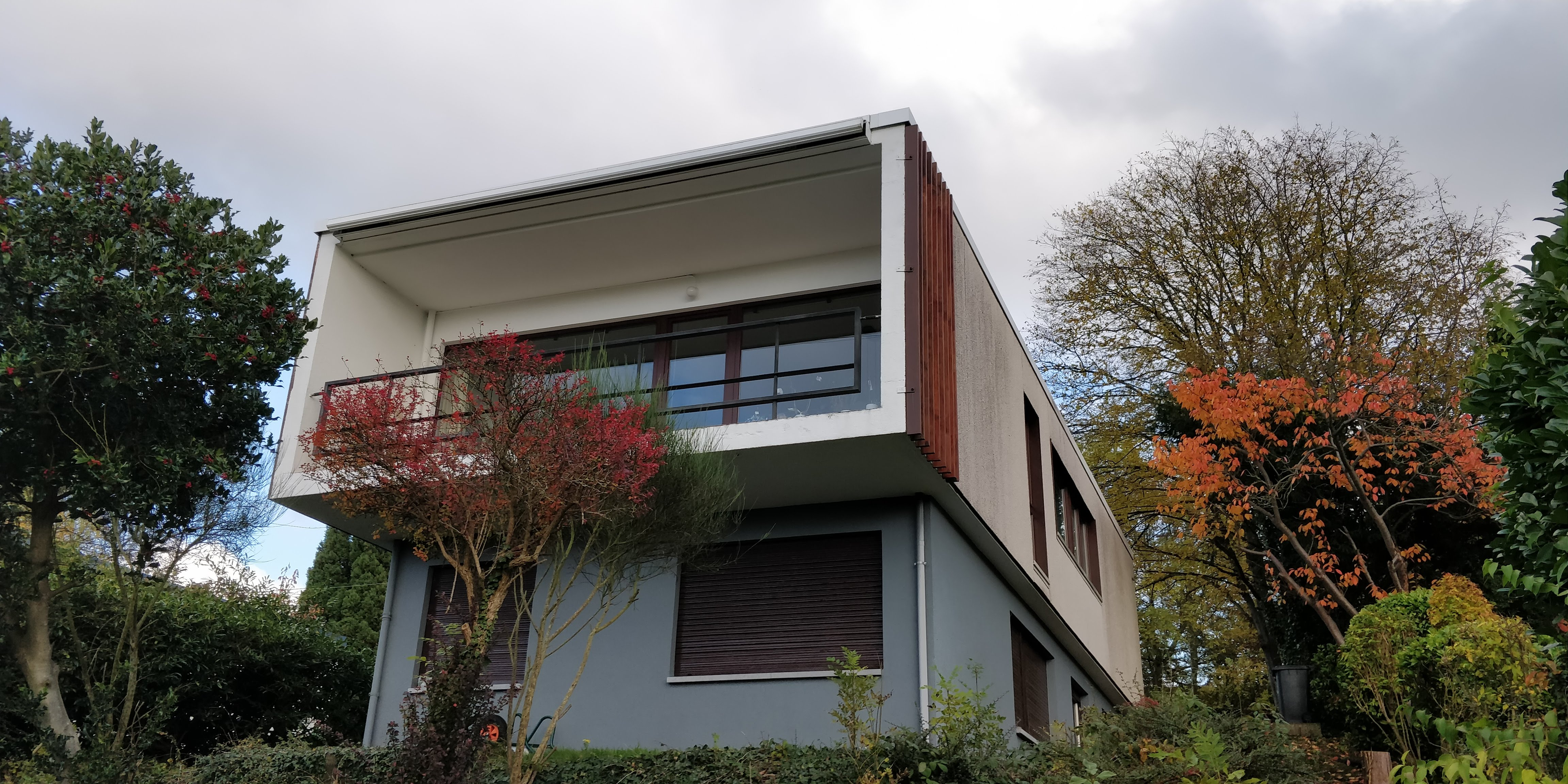
Vue de l'arrière de la maison Frans

Afin de réduire les coûts, le rez-de-chaussée n'est pas un porte-à-faux en structure métallique. Un soubassement en béton est réalisé, encastré dans le relier de la vallée qui constitue le sous-sol. Un volume parallélépipédique contenant les pièces de vie est posé dessus avec une partie débordant contenant la loggia. Le volume semble plonger vers le paysage et depuis le living ou la loggia, donnant la même impression que le porte-à-faux de la maison Derwael depuis l'intérieur.
La façade à rue révèle peu de la maison, seulement la porte de garage et une fenêtre qui donne sur le bureau. L'entrée se fait latéralement en surplomb de la vallée et est marquée par un auvent.
Originellement, la maison a été construite en panneau de Durisol et recouvert d'un enduit chromolithe blanc. Par la suite, les propriétaires ont isolé le rez-de-chaussée par l'extérieur et appliqué un parement en granito aspect béton lavé afin de rester dans le même esprit que le parement d'origine.

### Intérieur
Le plan intérieur est semblable à la maison Derwael en apparence mais le fait que les chambres soient ici au sous-sol change la dynamique de la composition.
L'entrée se fait latéralement du côté droit. La porte d'entrée débouche sur un couloir. Sur la gauche se trouve l'escalier qui mène au sous-sol et le couloir qui arrive dans le séjour, séparé par une porte vitrée. Sur la gauche se trouvent le bureau et le garage. Les pièces se développent autour de l'escalier et du couloir. La main courante est un bel exemple de l'attention aux détails des architectes; simple, élégante et bien dessinée, la rampe accompagne l'escalier. Le living est situé à l'extrémité du parallélépipède afin de profiter de la vue sur la vallée et se termine par une loggia. Le garage et le bureau sont placés à rue afin de bénéficier de plus d'intimité. Le feu ouvert a été également dessiné par Jules Mozin comme dans la maison Derwael mais a été remplacé par la suite par un poêle fermé, en gardant l'esprit originel et déplacé sur la façade latérale afin de profiter pleinement de la vue.
Le jardin est organisé en terrasses. On peut accéder à la terrasse située en-dessous de la loggia depuis le couloir au sous-sol. Un escalier partant depuis le niveau de la rue sur le côté gauche de la maison permet d'accéder au jardin directement.

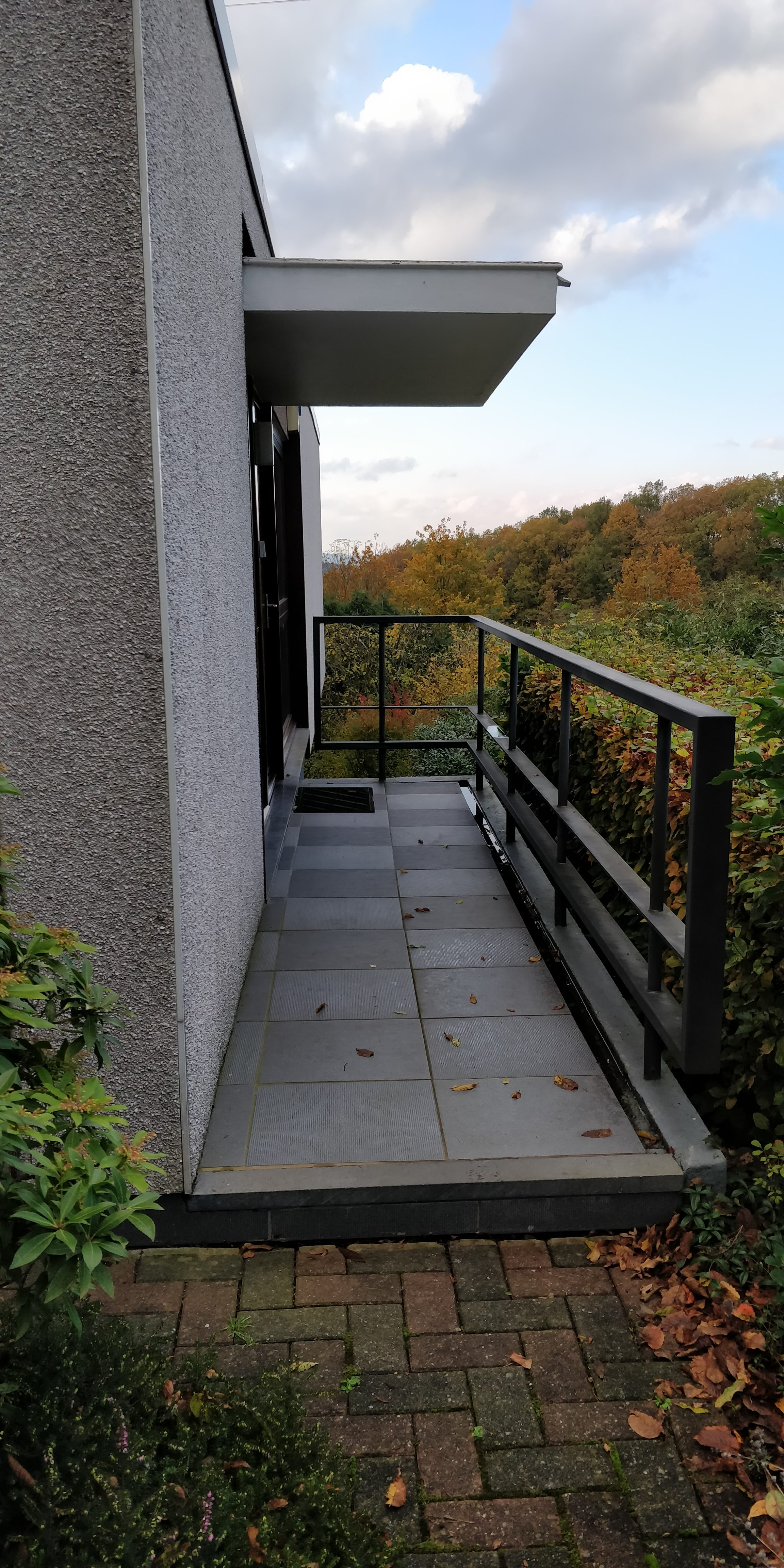
Entrée de la maison Frans

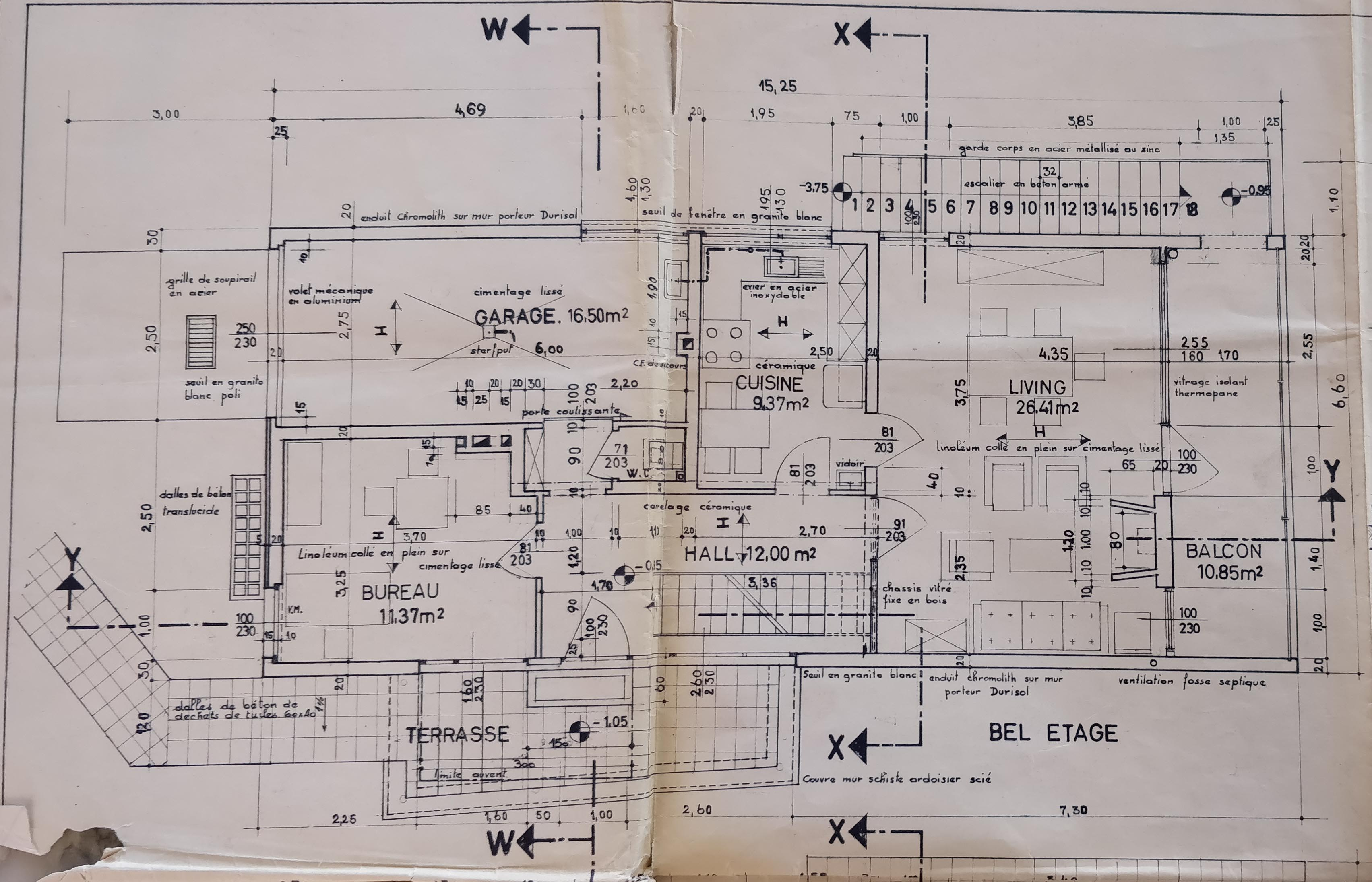
Plans originaux de Jules Mozin pour la maison Frans

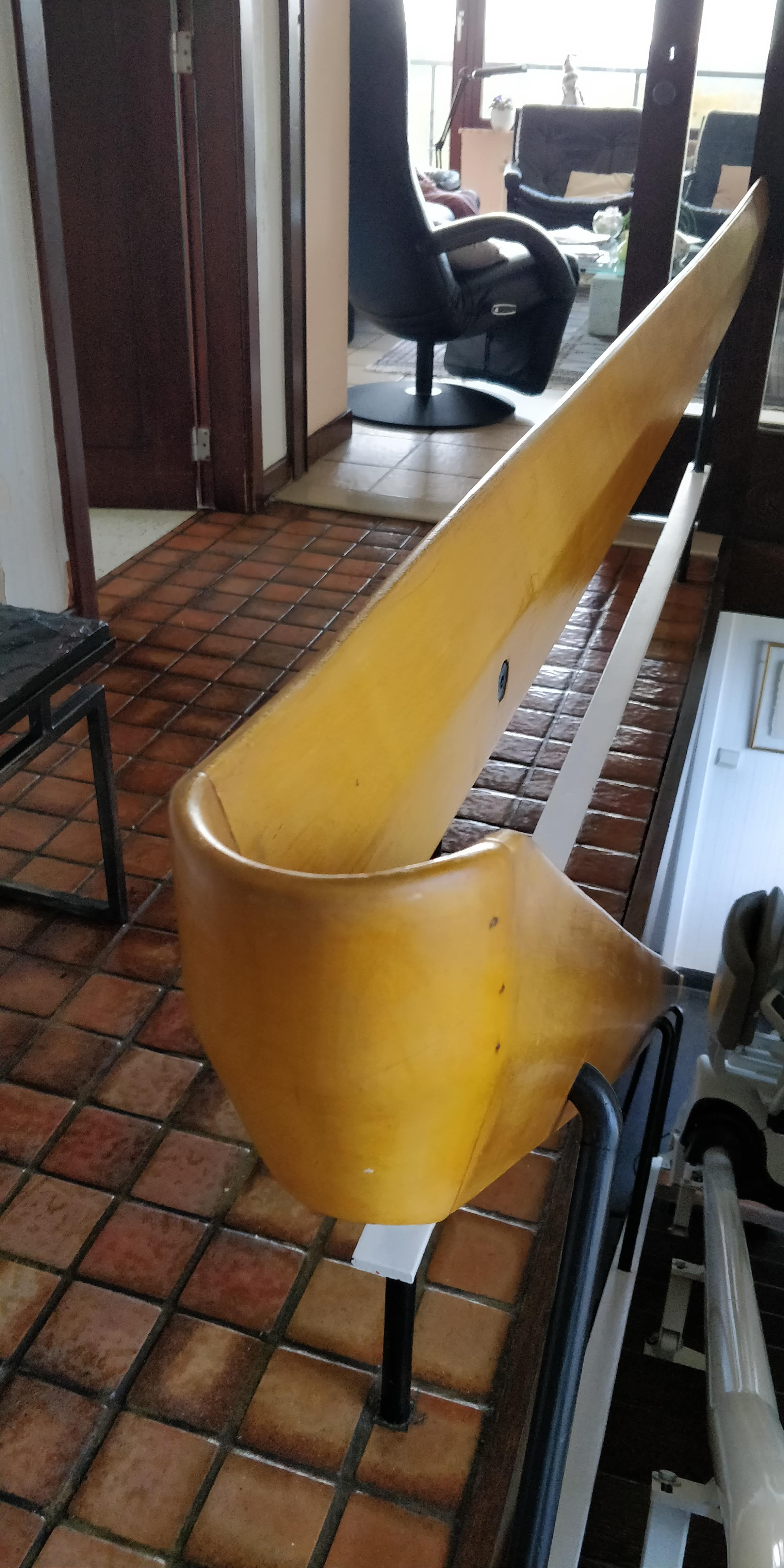
Rampe de l'escalier

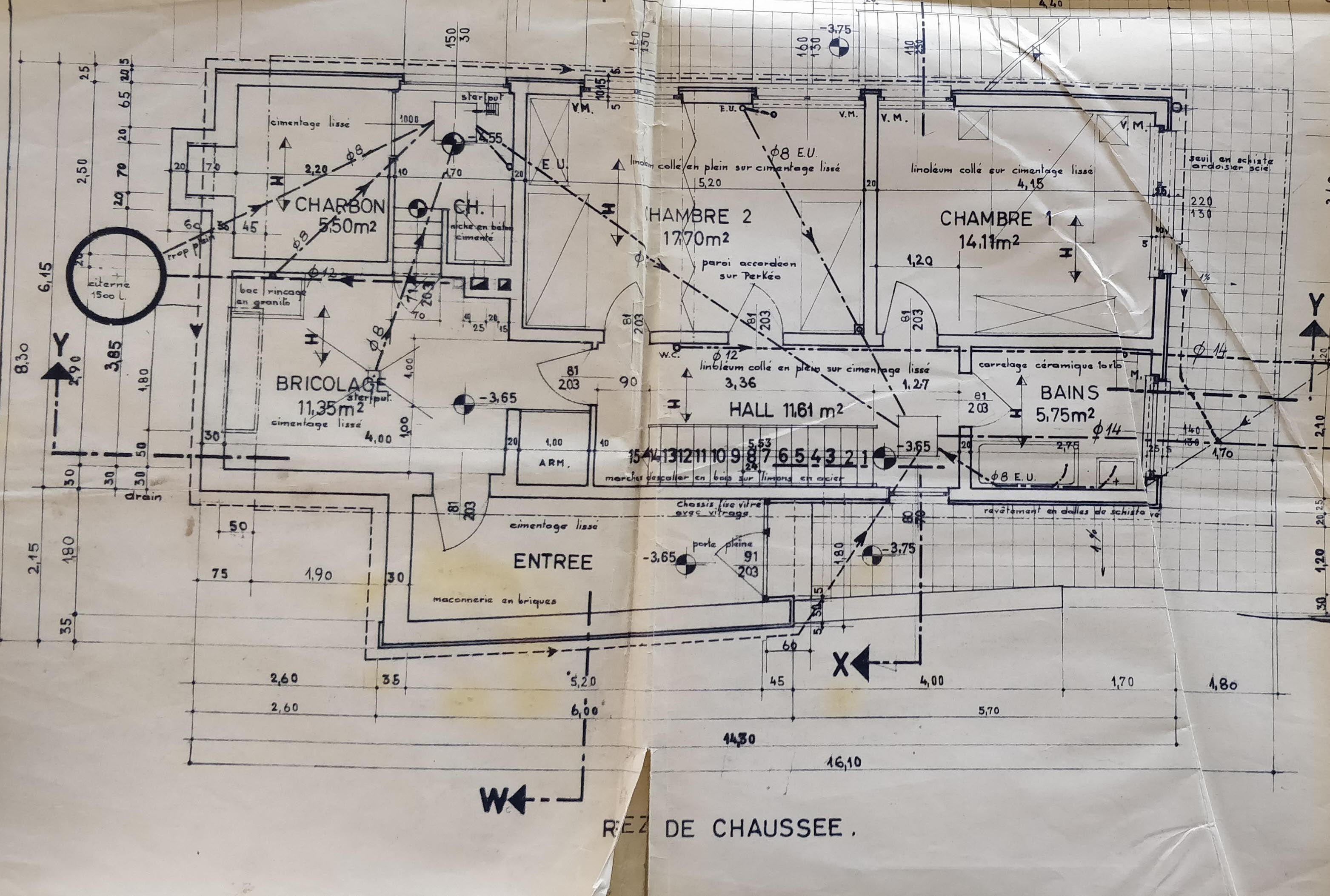
Plans originaux de Jules Mozin pour la maison Frans

#### Influence des architectes
La maison présente quelques similitudes avec la maison personnelle de Charles Carlier qu'il fait construire en 56, quelques années avant la construction de celle-ci. L'entrée de la maison par le centre du plan et desservie par une sorte de passerelle surplombant la vallée. Les pièces de vie sont situées à l'extrémité du parallélépipède et celui-ci se termine par une terrasse donnant une vue sur la vallée. Le socle en béton encastré dans le terrain, lui aussi fortement en pente, contient l’atelier et une buanderie. Les étages supérieurs dépassent du socle et sont soutenus pas des piliers, ce qui donne l'impression de projection dans le paysage.